# Haematopota lineata
Haematopota lineata är en tvåvingeart som beskrevs av Philip 1963. Haematopota lineata ingår i släktet Haematopota och familjen bromsar. Inga underarter finns listade i Catalogue of Life.